# Siegfried de Boer
Siegfried Jacques de Boer (Amsterdam, 6 maart 1907 – Haifa, 21 mei 1983) was een Nederlands violist.
Hij was zoon van Rachel Weening en Julius de Boer (1872-1939). Vader was zoon van acteur Jacques de Boer (en Maria van Biene uit een acteursfamilie) speelde als leerling van Christiaan Timmner in Engeland en Australië. Eenmaal terug in Nederland werd vader een tijd violist in het Concertgebouworkest. Tijdens Siegfrieds militaire keuring stond hij al te boek als vioolleerling; na drie jaar Conservatorium van Amsterdam, had hij toen privéles. Hij werd overigens meteen afgekeurd vanwege platvoeten. Hijzelf was getrouwd met Selma Monasch, van wie hij later zou scheiden.
In de jaren twintig was De Boer actief als violist in Zaandam; hij gaf er wel concerten met organist jan Zwart. In 1927 stond hij op de planken van de Amsterdamse Stadsschouwburg in De Kabbalisten; één van de acteurs was Esther de Boer-van Rijk. In 1928 soleerde hij bij de Haarlemsche Orkest Vereniging (HOV) onder leiding van gastdirigent Nico van der Linden. Een jaar later stond hij aan de rand van het podium van de Stadschouwburg, samen met Frieda Belinfante en Emanuel Zimmer begeleidde hij een dansvoorstelling van Tamara Karsavina en Keith Lester.
De Boer was tussen 1 september 1930 en 1 september 1961 violist binnen de tweede violisten van het Concertgebouworkest. Echter, deze tijd werd onderbroken per 1 september 1941 toen Joodse musici op last van het Nazi-regime geen deel meer mochten uitmaken van het (culturele) leven. Veel Joodse musici vonden in die periode onderdak bij het Joodsch Symphonie Orkest; hij waarschijnlijk ook. Zijn archiefkaart vermeldt ook dat nadat dat orkest opgeheven werd, leden van het orkest enige bescherming kregen via het Plan-Frederiks. De Boer werd ondergebracht in het reserveringskamp aan de Stationsweg 2 in Barneveld. Later verviel die bescherming en werden de leden in een groep gedeporteerd naar Kamp Westerbork en Theresienstadt.  De Boer en zijn vrouw, die na eerste verzorgster bij sociale zaken bij de Joodse Raad voor Amsterdam was geweest dezelfde verschrikkingen moest ondergaan, overleefden dat en kwam na de Tweede Wereldoorlog terug in het orkest. In 1955 vierde hij er zijn 25-jarig jubileum; in 1961 ging hij met pensioen.
Een van zijn hobby’s was schaken, zo zat hij in het schaakteam van het Concertgebouworkest, dat een aantal jaren wedstrijden hield tegen de Volksmuziekschool.
In 2020 werd zijn naam opgenomen in het Gedenkteken Joodse Musici in het Concertgebouw; een postuum eerbetoon van het orkest aan de tijdens de arisering ontslagen orkestleden.